# Hans Brichzin
Hans Brichzin (* 5. Juni 1938 in Stargard) ist ein deutscher Archivar und Autor.

## Leben
Im Jahre 1972 promovierte Brichzin an der Universität Halle zum Dr. phil., Gegenstand seiner Dissertation war das Wirken des Historikers Heinrich Leo. Brichzin wirkte als wissenschaftlicher Archivar am Hauptstaatsarchiv Dresden. Der Schwerpunkt seiner wissenschaftlichen Arbeit galt der historischen Kartographie. Am 1. Januar 2000 wurde der Leiter der historischen Kartensammlung zum Abteilungsleiter „Älteres Archivgut“ ernannt. Brichzin war seit 1986 stellvertretender Leiter des Hauptstaatsarchivs Dresden und ging am 30. Juni 2003 in den Ruhestand. Hans Brichzin ist ordentliches Mitglied der Kommission „Geschichte der Kartographie“ der Deutschen Gesellschaft für Kartographie.
Neben seinen wissenschaftlichen Publikationen ist der leidenschaftliche Wanderer auch Autor mehrerer Wanderführer der Sächsischen Schweiz. Brichzin lebt in Sebnitz.

## Veröffentlichungen (Auswahl)
- Hans Brichzin: Heinrich Leo (1799–1878). Ein Beitrag zu seiner politischen Biographie und zur Geschichte der Martin-Luther-Universität Halle-Wittenberg. Dissertation. Halle 1972.
- Hans Brichzin: Die Kartenbestände in den Staats-, Kreis- und Stadtarchiven der DDR. In: Archivmitteilungen. Band 29, S. 105–110. 1979.
- Hans Brichzin und Hans Brunner: Sächsische Schweiz. 13 schöne alte Karten. Tourist, Leipzig 1983.
- Hans Brichzin: Kursachsens älteste Karten. Staatlicher Mathematisch-Physikalischer Salon, Dresden 1986.
- Fritz Bönisch und Hans Brichzin: Kursächsische Kartographie bis zum Dreißigjährigen Krieg. Band 1: Die Anfänge des Kartenwesens. Deutscher Verlag der Wissenschaften, Berlin 1990, ISBN 3-326-00274-2.
- Een schetskaart van de stad Groningen en omgeving (1505/1508). In: Caert Thresoor. Tijdschrift voor de geschiedenis van de kartografie in Nederland. Heft 10, 1991, S. 32–34.
- Hans Brichzin: Der Kartograph Tilemann Stella (1525–1589). Seine Beziehungen zu Sachsen und zu Kurfürst August anhand neuer Quellenfunde. In: Archivmitteilungen. Band 42, 1993, S. 211–228.
- Hans Brichzin: Sächsische Schweiz. Dumont, Köln 1993, ISBN 3-7701-2731-5.
- In: Bayern und Sachsen in der Geschichte. Wege und Begegnungen in archivalischen Dokumenten. Gemeinsame Ausstellung des Bayerischen Hauptstaatsarchivs und des Sächsischen Hauptstaatsarchivs. Generaldirektion der staatlichen Archive Bayerns, München 1994, ISBN 3-921635-32-2.
- Peter und Philipp Apian - und die verpaßten Chancen in der sächsischen Kartographie. In: Karl Röttel (Hrsg.): Peter Apian. Astronomie, Kosmographie und Mathematik am Beginn der Neuzeit. Polygon, Buxheim-Eichstätt 1995, ISBN 3-928671-12-X, S. 247–254.
- Hans Brichzin: Sächsische Schweiz. 30 Wanderungen. DuMont, Köln 1997, ISBN 3-7701-4005-2.
- In: Bernd Arnold (Hrsg.): Zwischen Schneckenhaus und Dom. Panico, Köngen 1999, ISBN 3-926807-69-5.
- Hans Brichzin: Wandern in der Sächsischen Schweiz. 35 Touren. DuMont, Köln 2001/2003, ISBN 3-7701-5319-7.